# Bulbophyllum nghiasonii
Bulbophyllum nghiasonii — вид однодольних квіткових рослин родини орхідні (Orchidaceae). Описаний у 2021 році.

## Назва
Вид названо на честь професора Хоанга Нгіа Сона, директора Інституту тропічної біології В'єтнамської академії наук і технологій, який заснував та підтримав гербарій VNM, як значний центр вивчення систематики рослин.

## Поширення
Поширений у провінції Тханьхоа на півночі В'єтнаму.